# Buick Skyhawk
Vous pouvez aider à l'améliorer ou bien discuter des problèmes sur sa page de discussion.
- Il ne cite pas suffisamment ses sources. Vous pouvez indiquer les passages à sourcer avec {{référence nécessaire}} ou {{Référence souhaitée}}, et inclure les références utiles en les liant aux notes de bas de page. (Marqué depuis avril 2024)
- Certaines informations devraient être mieux reliées aux sources mentionnées dans la bibliographie ou les liens externes. Améliorez sa vérifiabilité en les associant par des références. (Marqué depuis avril 2024)

- Archive Wikiwix
- Bing
- Cairn
- DuckDuckGo
- E. Universalis
- Gallica
- Google
- G. Books
- G. News
- G. Scholar
- Persée
- Qwant
- (zh) Baidu
- (ru) Yandex
- (wd) trouver des œuvres sur Wikidata

La Buick Skyhawk est une automobile produite par la marque américaine Buick. Elle était basée sur la Chevrolet Monza entre 1975 et 1980, puis sur la Chevrolet Cavalier entre 1982 à 1989.
Entre 1975 et 1980 les Skyhawk étaient des coupés deux portes à hayon équipées du V6 Buick de 3,8 litres.
Le modèle produit de 1982 à 1989 était disponible en versions break, coupé et berline et utilisait de petit moteur 4 cylindres (1.8L, 1.8L OHC, 1.8L OHC turbo, 2.0L, 2.0L OHC et 2.0L OHC turbo) fabriqué par d'autres divisions de General Motors.

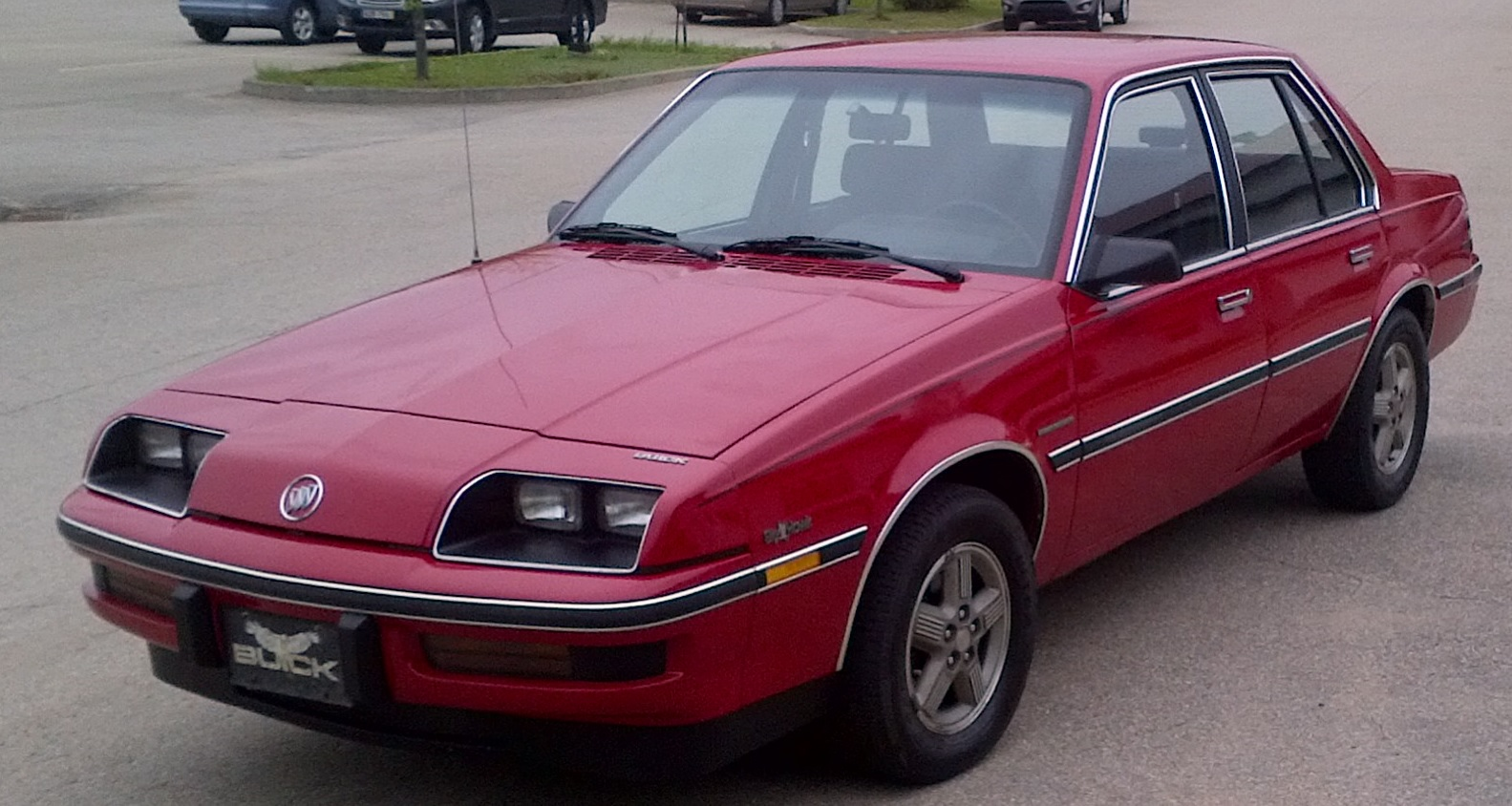
1987 Buick Skyhawk 4 portes.